# コンラート・ビンクラー
コンラート・ビンクラー（Konrad Winkler、1955年2月17日 - ）はドイツ、ザクセン州のエルツ山地に位置するノイハウゼン出身の元ノルディック複合選手。1970年代後半から1980年代前半にかけて東ドイツ代表として活躍した。

## プロフィール
21歳の誕生日を目前に控えた1976年のインスブルックオリンピックで銅メダルを獲得、1980年のレークプラシッドオリンピックで2大会連続の銅メダルを獲得した。
1978年ノルディックスキー世界選手権では個人戦で金メダルを獲得、1982年ノルディックスキー世界選手権は団体戦金メダル、個人戦銀メダルと2個のメダルを獲得した。
1990年にドイツ複合ナショナルチームのコーチに就任したが、1992年アルベールビルオリンピックでの不振の責任を取って交代した。
現在はバートエンドルフにある連邦警察体育学校でコーチをしている。